# Kulekhani
Kulekhani – gaun wikas samiti w środkowej części Nepalu w strefie Narajani w dystrykcie Makwanpur. Według nepalskiego spisu powszechnego z 2001 roku liczył on 591 gospodarstw domowych i 3194 mieszkańców (1625 kobiet i 1569 mężczyzn).